# Ayresome Park
 Ayresome Park var en fotbollsarena i Middlesbrough i England. Vid världsmästerskapet i fotboll 1966 spelades tre matcher här.